# Porta Reale

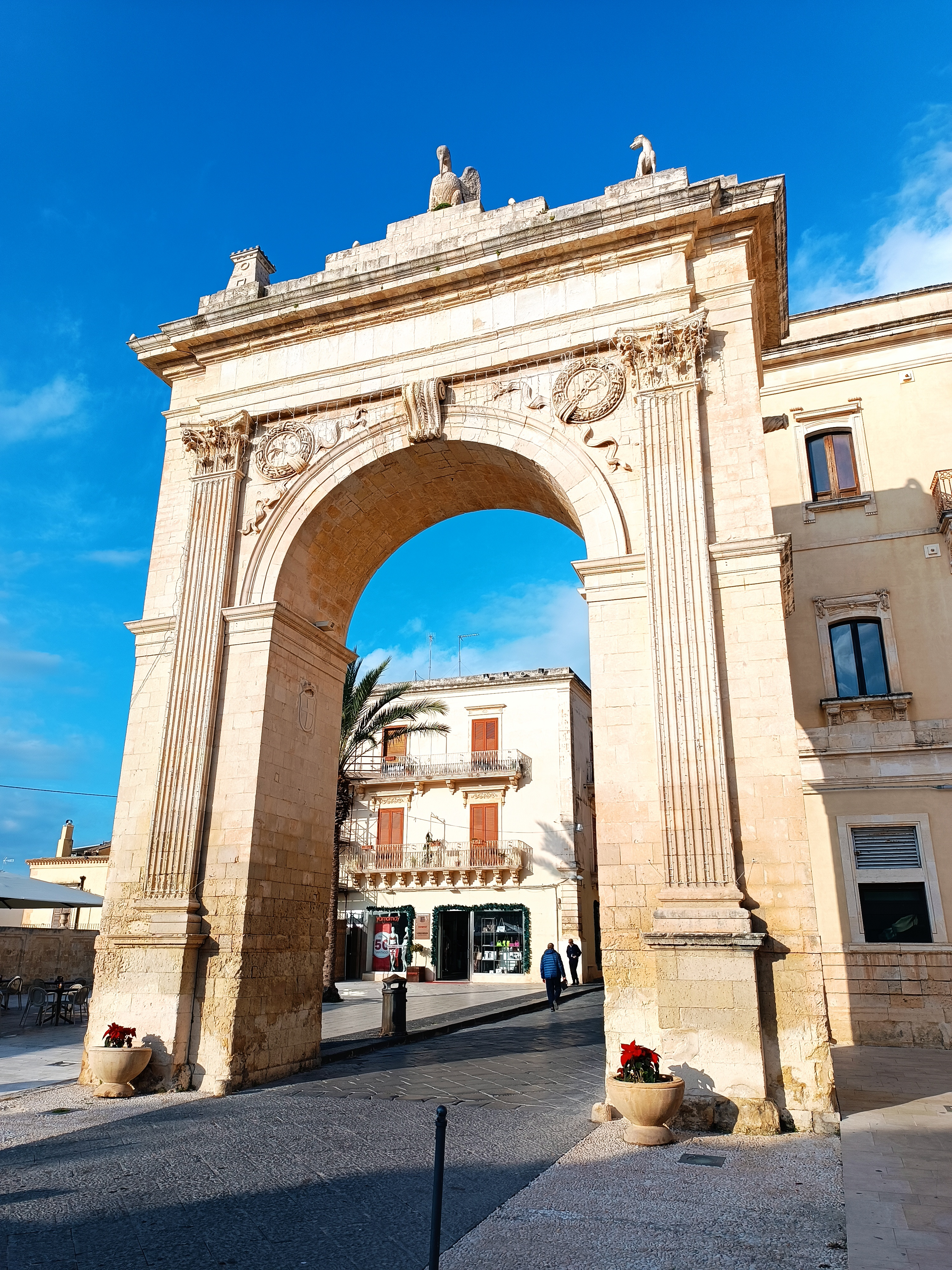
Porta Reale in Noto, Italië

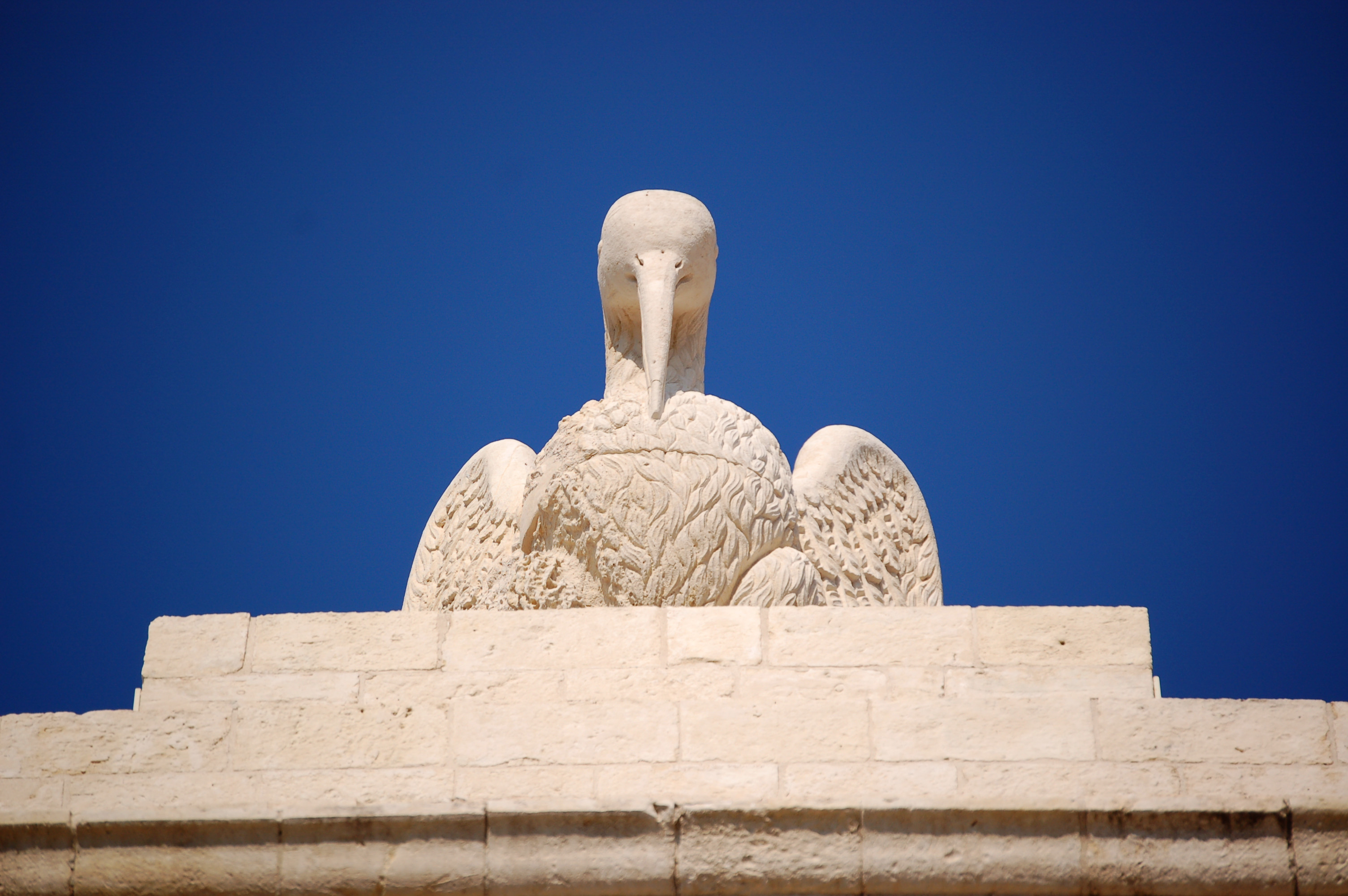
Pelikaan op de top

De Porta Reale of Porta Ferdinandea is een triomfboog in Noto, een stad op het Italiaanse eiland Sicilië. De poort dateert van de 19e eeuw toen Sicilië deel uitmaakte van het koninkrijk der Beide Siciliën en geregeerd werd door koning Ferdinand II. De triomfboog drukt de getrouwheid uit van de stad Noto aan het Huis Bourbon-Sicilië.
De Porta Reale staat aan de hoofdstraat van Noto, die na de eenmaking van Italië, hernoemd werd naar Corso Vittorio Emanuele.

## Beschrijving
De stijl van de Porta Reale is neoclassicistisch. De zuilen in basreliëf zijn Korinthische zuilen. De triomfboog bevat twee wapenschilden, een van de stad Noto en de andere van de opdrachtgever de markies van Cannicarao.
Boven de triomfboog staan drie beelden. Midden staat de pelikaan als symbool van opoffering die Noto zich getroost heeft voor het Huis Bourbon. Naast de pelikaan staat aan een zijde een toren, symbool van de kracht van de stad. Aan de andere zijde staat een hond die de trouw uitdrukt aan het Huis Bourbon; het hondenras is Cirneco dell’Etna, een typisch ras op Sicilië.

## Historiek
In 1838 liet het stadsbestuur de Porta Reale bouwen op aansturen van de markies van Cannicarao. De architect was Orazio Angelini uit Napels. De triomfboog fungeerde als stadspoort ter gelegenheid van het bezoek van koning Ferdinand II. 
Na de afschaffing van het koninkrijk der Beide Sicilië en de eenmaking van het koninkrijk Italië verdween de naam Porta Ferdinandea. De naam Porta Reale of Koninklijke Poort bleef bestaan.